# Рубикова змија
Рубикова змија је играчка са четрдесет и четири дела форме клина, а облика призме, прецизније правоугле једнакокраке трогласте призме. Клинови су повезани завртњима са опругама на такав начин да се могу увртати, али не и одвојити. Спада у логичке изуме новијег доба.

## Опште одлике
Змија се састоји од двадесет и четири призме поређане у ред и које имају наизменичне положаје (једна је окренута ка горе, а једна ка доле). Сваки клин се може наћи у четири положаја, чије се математичке координате разликују за 90°. Сем положаја, призме су обично наизменично обојене, и то бојама као што су бела, зелена, црвена, жута, плава, знатна, љубичаста.
Окретањем и увртањем Рубикове змије могу се добити облици као што су права линија, лопта (заправо нејединствен конкавни ромбикубоктаедар), пас, патка, правоугаоник, змија, мачка, птица, кобра, ној, замак и на хиљаде других маштовитих облика и фигура. Змију као играчку осмислио је мађарски проналазач и професор архитектуре Ерне Рубик (мађ. Rubik Ernő) у другој половини двадесетог века. Други професоров запажени изум свакако је и Рубикова коцка. Оба производа нису међународно патентирана, већ само у Мађарској, тако да предузећа широм света, најчешће из НР Кине, производе играчке назване окретним змијама.

## Окретање
Кораци које је потребно предузети да би се обликовала змија могу се описати на више начина. Основни је тај да за почетни положај змију треба довести до облика праве линије са наизменично поређаним призмама и поставити је тако да правоугаона лица додирују подлогу, док су она троугласта окренута ка кориснику. Дванаест доњих клинова означено је бројевима од 1 до 12, поређано редоследом слева надесно. Лева и десна коса лица су L и R.
Последњи од горњих клинова је на десном крају, тако да L лице призме 1 нема суседних клинова. Четири могућа положаја суседне призме било на L или R страни означава се бројевима 0, 1, 2 или 3, што заправо представља број окретаја између доње и суседне призме. Бројчане ознаке засноване су на претпоставци да окрет значи увијање призми ка кориснику. Тако је 0 почетна позиција, 1 је окретање суседног клина ка кориснику, 2 окрет од 90°, а 3 окретање на страну супротну од 1.
Користећи горенаведена правила, окрет се описује са три подједнако важна параметра:
- број доње призме (слева надесно): 1, 2, 3, 4, 5, 6, 7, 8, 9, 10, 11, 12
- страна косог лица призме или клина:  или
- бројчана ознака окретаја или увијања призме: 1, 2, 3

| изглед фигуре | упутство за окретање                                                                     |
| ------------- | ---------------------------------------------------------------------------------------- |
|               | три брда 6R1-6L3-5R2-5L3-4R2-4L1-1R1-3L3-3R2-7L2-7R3-8L1-8R2-9L1-9R2-10L3-12R3-11L1-10R2 |
|               | домаћа мачка 9R2-9L2-8L2-7R2-6R2-6L2-5L3-4L2-3R2-2R2-2L2                                 |

## Друге методе
Положаји 23 клина или призме могу бити записивани директно један након другог. У том случају варирају само бројеви 0, 1, 2 и 3. Они означавају степен окретања сваке призме, па се стога може рећи да су упутсва заснована на овом систему разумљивија широј маси људи. С друге стране, пак, нису исувише практична, јер није могуће одредити редослед окретаја.
- три брда овим методом

10012321211233232123003
- домаћа мачка овим методом

02202201022022022000000
Уместо бројева, аутори попут Албија Фиореа користе слова за објашњавање смера окретаја призми. Та упутсва заснована су на систему упоређивања са суседним клином и носе ознаке D (доле), L (лево), U (горе) и R (десно). Према овом методу, почетна права линија означава се као DDDDDDDDDDDDDDDDDDDDDDD. Заправо, свака суседна призма окренута је надоле у односу на претходну. Аутори овај начин оцењују као најбољи за лако склапање и најсложенијих фигура овим предметом.

## Математика
Математички гледано, највећи број различитих облика Рубикове змије био би 423 = 70.368.744.177.664 (≈ 7×1013). Као основа се узима четири, што је број различитих положаја сваке призме. Она се степенује бројем 23, јер толико је клинова. Међутим, стварни број могућих комбинација значајно је нижи, јер велики број конфигурација није физички могућ. Наиме, многи случајеви укључивали би истовремено постојање две призме на истом месту. Питер Ејлет је путем исцрпног компјутерског прорачуна из септембра 2011. дошао до закључна да постоји 13.535.886.319.159 (≈ 1×1013) изводљивих комбинација које искључују сударање призми или тесне спојеве. Број је приближно дупло мањи, око 6.770.518.220.623 (≈ 7×1012), уколико се из провене искључе слике у огледалу (које се дефинишу као исти редослед окретаја, само на другу страну).